# 蒙彼利埃城市公共交通
蒙彼利埃城市公共交通（法語：Transports en commun de Montpellier）是法国南部城市蒙彼利埃的城市公共交通系统，由蒙彼利埃城市圈公共交通公司负责运营，其简称也是其商业名称。

## 历史
蒙彼利埃境内的城市公共交通最初出现于1880年，是一条由马牵引的在轨道上运行的木板车。1889年，以电力作为牵引的有轨电车出现在了蒙彼利埃街头，至20世纪初已有六条线路，按照字母命名。1930年，蒙彼利埃出现了公共汽车，后逐渐代替了有轨电车。至20世纪80年代，公交线路数量达到29条。1992年，蒙彼利埃出现自行车租赁服务。2000年，蒙彼利埃城市圈公共交通公司成立，同时现代化的蒙彼利埃有轨电车开始运营。2015年，蒙彼利埃公交柴油车全部淘汰。

## 组织运营
现有的蒙彼利埃城市公共交通主要由蒙彼利埃都会区负责管理，大部分线路由蒙彼利埃城市圈公共交通公司之间负责运营，亦有少量公交线路由法国交通发展集团负责运营。
2016年，蒙彼利埃城市公共交通网共计载客8320万人次，其中有轨电车客运量占80%。

## 运营
截止2019年9月，蒙彼利埃城市公共交通系统共有4条有轨电车线路和36条常规公交车线路。
蒙彼利埃设有两处公交车辆停放点。

## 票价
蒙彼利埃城市公共交通的车票系统包括两大类型：单次车票和公交卡。

### 单次车票
蒙彼利埃城市公共交通的单次车票需要纸质芯片卡，不记名，可在公交车司机处或有轨电车车站的自动售票机处购买，可反复充值使用。单次车票在刷卡后一小时内可无限次换乘。
此外，在综合停车场附近亦可购买停车+公交联合车票。

### 公交卡
蒙彼利埃的公交卡包含多种类型，包括公共卡（所有人均可办理和使用）、学生卡、老年卡等，办理时需实名登记并出示相关证件。普通的公交卡可在指定的时间段内无限次乘坐蒙彼利埃城市公共交通下属的所有线路。亦可办理仅用于公共自行车服务的卡。

## 未来发展
蒙彼利埃有轨电车5号线及1号线东延工程计划于2022年前完成。

## 图集

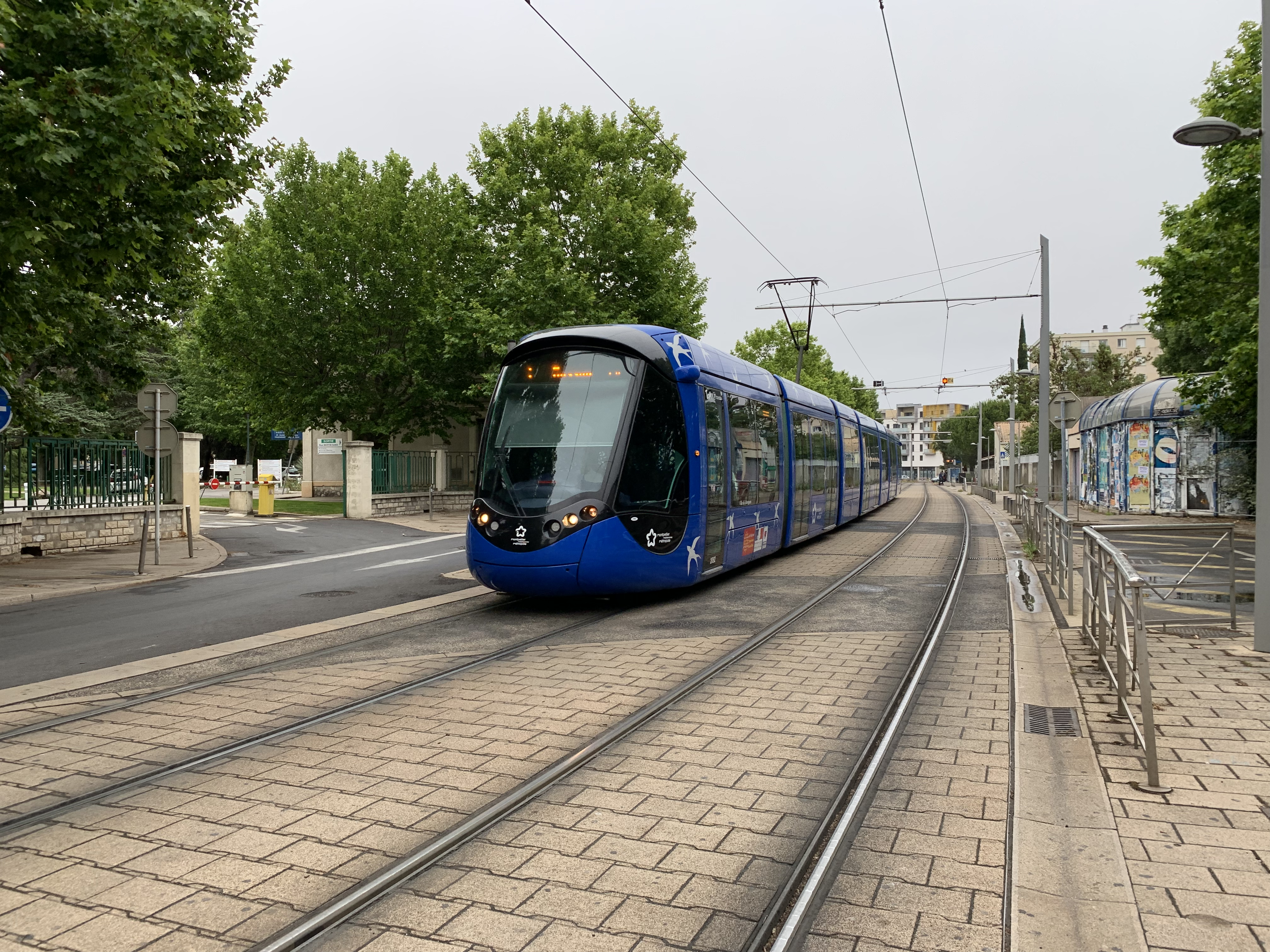
有轨电车1号线
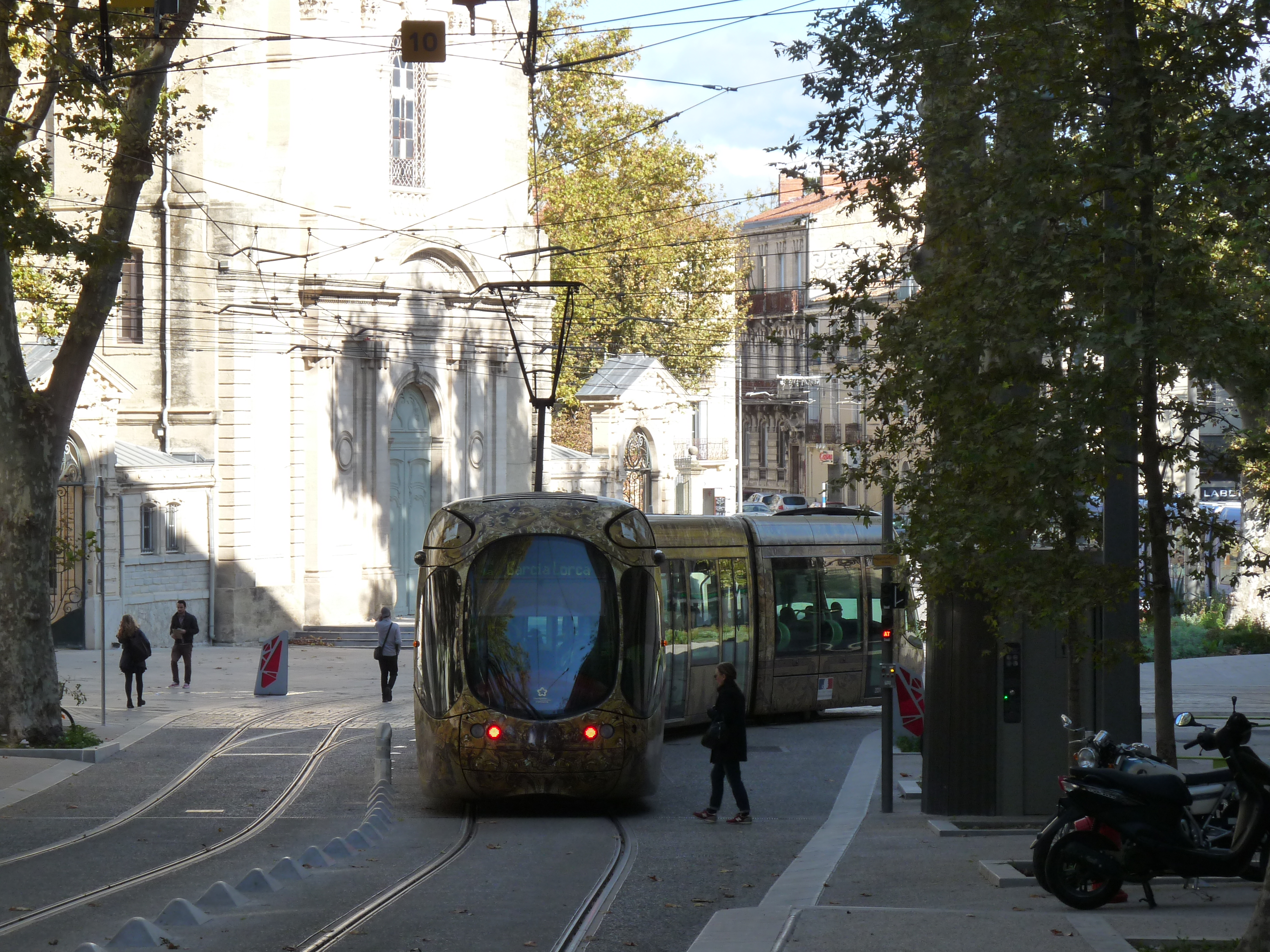
有轨电车4号线
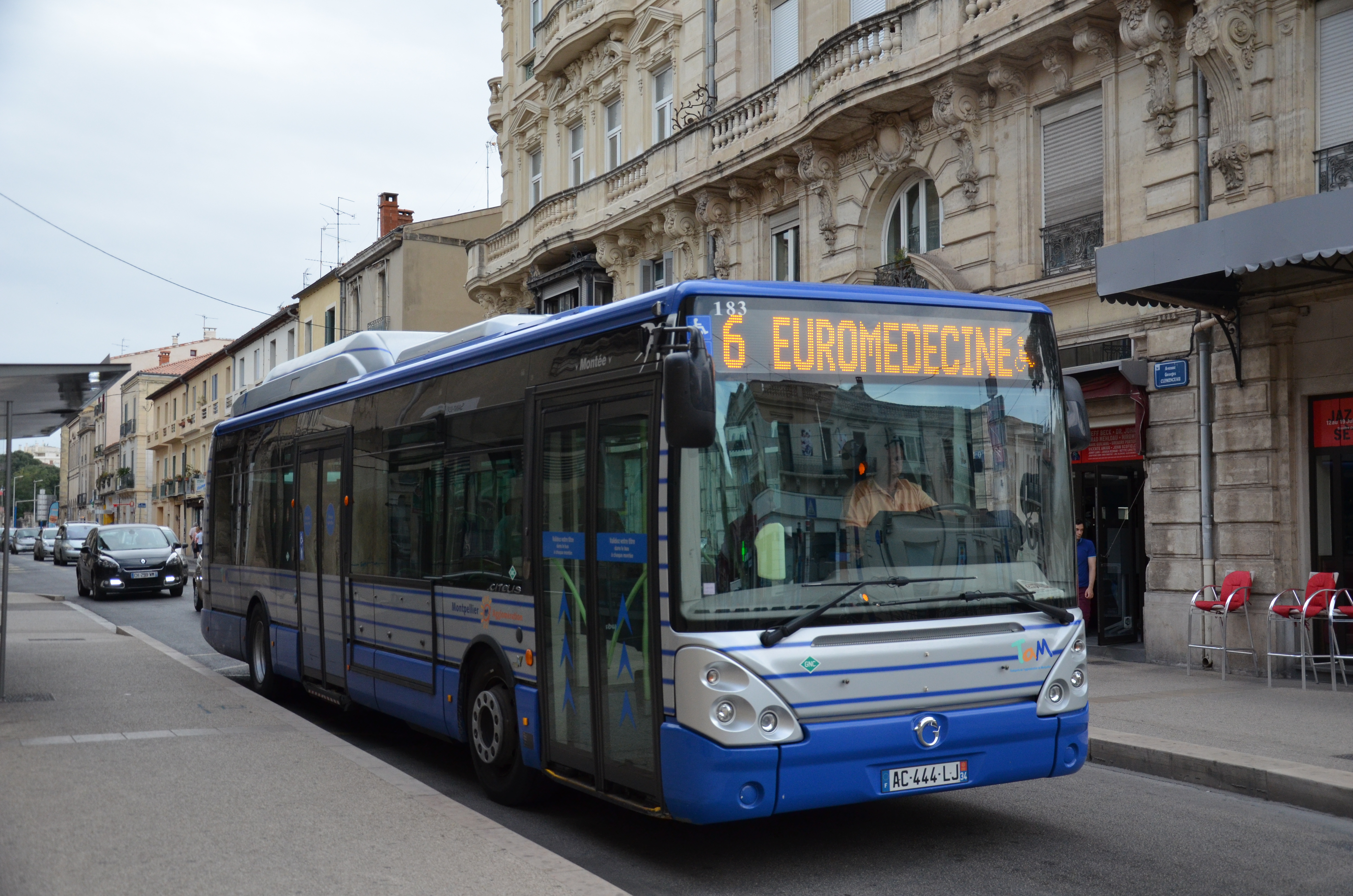
蒙彼利埃公交6路
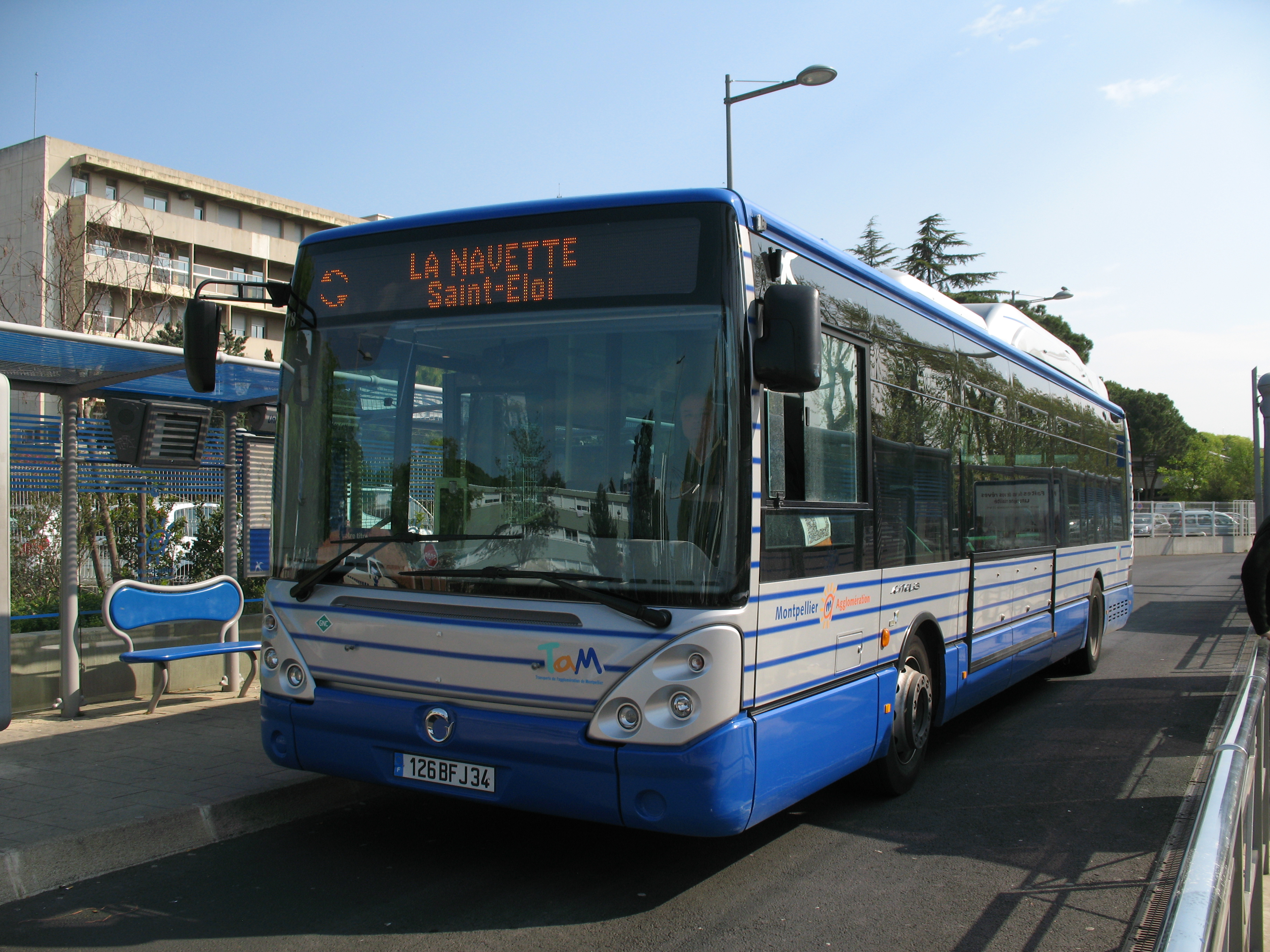
蒙彼利埃公交环线
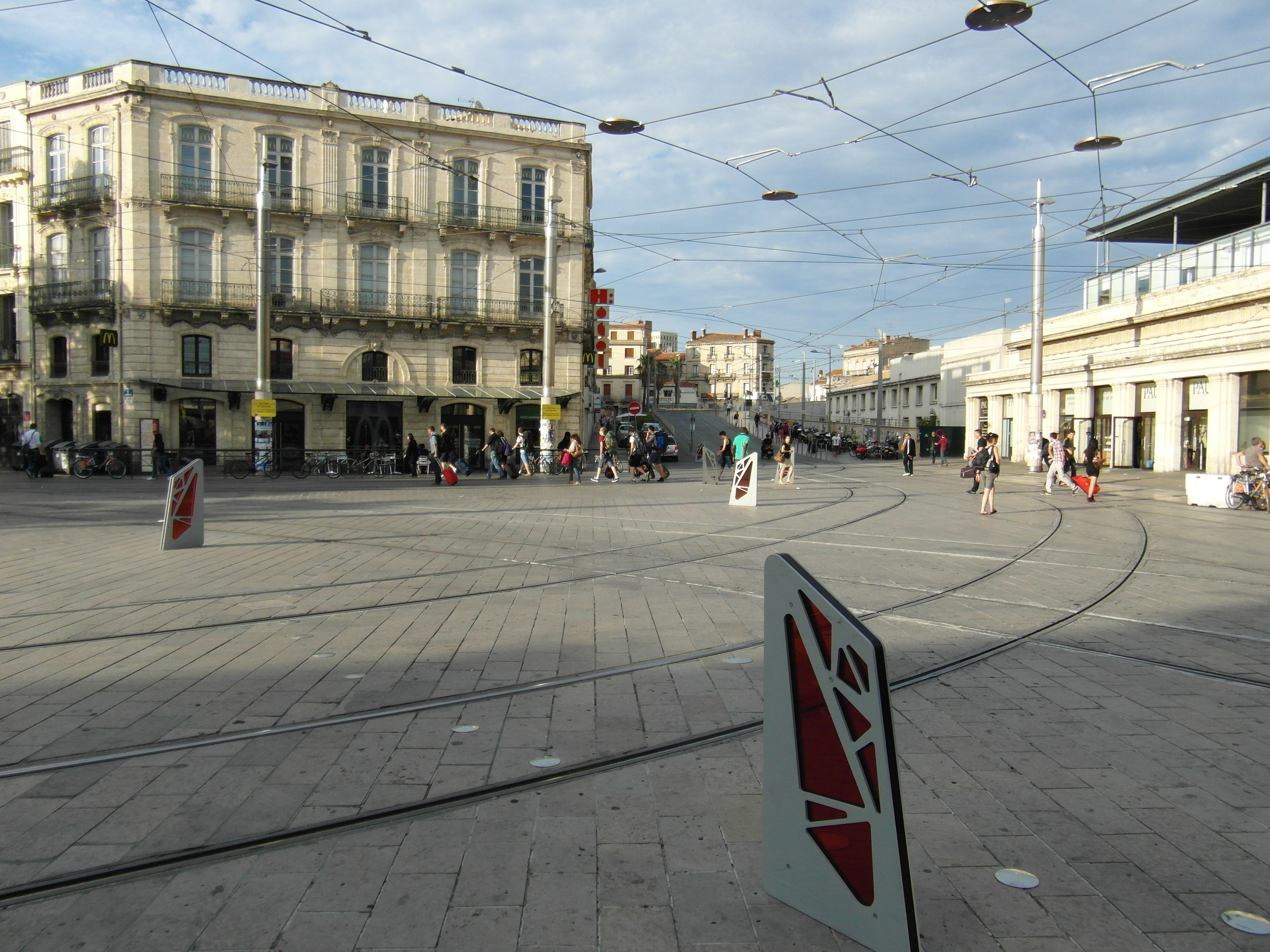
圣罗克火车站前的有轨电车轨道